# 뉴타입 (건담 시리즈)
뉴타입(ニュータイプ, Newtype)은 일본 애니메이션 《기동전사 건담》과 그 후속작에서 등장하는 개념으로, 진화학적으로 볼 때 현생 인류가 진화한 다음 단계의 인류이다.
《기동전사 건담》에서는 뉴타입을, 지온 공화국의 지도자인 지온 즘 다이쿤의 입을 빌려 우주세기가 시작된 이후 인류가 우주로 진출하면서, 우주의 환경에 적응하여 새로운 형태로 진화한 인간이라 정의하고 있다. 이러한 정의에서, 일반적으로 뉴타입은 스페이스 노이드, 즉 우주 태생의 인간 중에서 태어나는 게 보통이지만, 아무로 레이와 같이 지구 태생이면서도 뉴타입인 경우도 있다. 그러나 지구 태생으로 설정된 뉴타입도 삶의 대부분을 우주에서 살았기 때문에, 위의 정의가 반드시 틀리다고만은 할 수 없다.
일반적으로 뉴타입은 보통 인간보다 육감이 발달한 것으로 묘사되며, 이러한 능력은 "서로가 서로를 이해하는 능력" 등으로 묘사되고 있다. 정신파(사이코 웨이브)를 통해 다른 뉴타입과 소통이 가능하고, 주변에 있는 다른 사람들에게 자신의 의사를 전달하는 것도 가능하며, 죽은 사람의 의지도 느낄 수 있는 능력을 가진다. 또한 이러한 능력으로 인해, 적의 움직임이나 공격을 느낌만으로 예측하고 공격하거나 회피한다. 그러나 뉴타입이라고 해서 반드시 뛰어난 파일럿으로써의 능력을 가진 것은 아니다. 공통적으로 뉴타입의 자질은 개인차가 있는 것으로 묘사된다. 토미노 감독은 뉴타입을 '우주라는 환경에 맞게 진화한 인간'이라고 정의하였으나, 후에 만화 <<기동전사 크로스본 건담>>에서는 주인공 토비아 아로낙스가 쓴 편지에서 '단순히 우주라는 환경에 적응한 것일뿐이다.'라고 표현하였다.
우주세기에서 뒷 시대를 이야기하고 있는 《기동전사 건담 F91》이나 《기동전사 V건담》과 같은 경우, 뉴타입의 개념이 희미해져서 단순히 파일럿 적성이 높은 인간을 의미하지는 않으며, 아예 전설적인 존재로 받아들여지기도 한다.

## 건담 시리즈에 등장하는 주요 뉴타입
건담 시리즈에 나오는 뉴타입 중에서 자주 등장하거나 이야기를 이끄는 축에 속하는 인물은 다음과 같다. 《기동전사 건담 - 역습의 샤아》에 등장했던 "쿠에스 파라야"나 아무로 레이와 샤아 아즈나블이 동시에 공명했던 뉴타입인 "라리아 슨"은 여기에 포함되지 않는다.
- 아무로 레이
- 샤아 아즈나블
- 카미유 비단
- 쥬도 아시타
- 바나지 링크스
- 시북 아노
- 웃소 에빈

스타 워즈에 등장하는 제다이가 포스를 쓸 수 있도록 각성된다는 설정의 원형이 여기서 나온 것으로 보인다. 현재 뉴타입은 그 정의나 개념이 추상적이다 못해 모호하며 본래 원작자는 뉴타입 설정을 거절했다고 한다.